# Берингія
65° пн. ш. 170° зх. д. / 65° пн. ш. 170° зх. д.

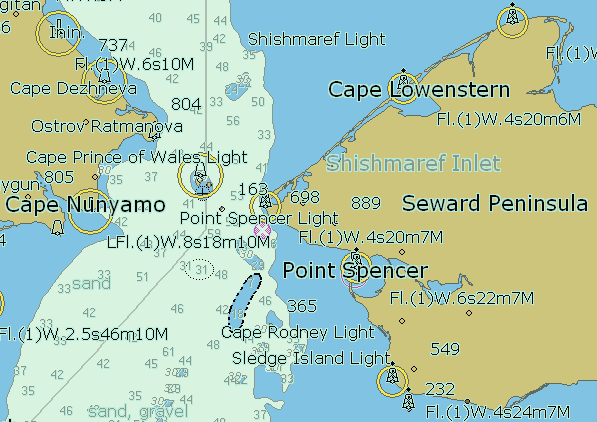
Навігаційна діаграма Берингової протоки, з розташуванням колишнього суходолу між Азією і Північною Америкою

Берингія — сухопутний міст приблизно завширшки (при найнижчому рівні моря) 1 600 км з півдня на північ, який з'єднував сучасну Аляску і Східний Сибір в різні часи льодовикових періодів плейстоцену. На терені не було льодовика через те що терен знаходився в дощовому сутінку і південно-західні вітри залишали опади з Тихого океану на повністю замороженому Аляскинському хребті. Степ, котрий по суходолу простягнувся на декілька сотень кілометрів в глиб континенту, назвали Берингія.
Вчені вважають, що маленька людська популяція, яка пережила останній льодовиковий період в Берингії була ізольована від першопочаткової громади в Азії близько 5 000 років, перед початком заселення Америки близько 16 500 років тому, коли американські льодовики розпочали танути відкриваючи шлях на південь.

## Географія
Берингова протока, південь Чукотського моря і північ Берингова моря є мілководними. За часів циклів глобального похолодання, як то останній льодовиковий період, велика кількість води концентрується в льодовиках Арктики і Антарктики, що приводить до зниження морського рівня і появу суходолу на шельфі, який після танення льодовиків був знов затоплений. Інші сухопутні мости були також і також пізніше були затоплені: приблизно 14 000 років тому, материк Австралія був зв'язаний з Новою Гвінеєю і Тасманією; Британські острови були зв'язані з континентальною Європа через сухий шельф Ла-Маншу; і сухий басейн Південно-Китайського моря зв'язував Суматру, Яву і Борнео з Азією.
Підвищення і падіння рівня моря відкривали Берингію в плейстоцені декілька раз. Сухопутний міст у Берингії існував в останні два льодовикових періоди: 35 000 тому та 22 000-7 000 років до Р.Х.. Протока по-друге з'явилась приблизно 15 500 років тому, 
 і 6 000 тому прийняла сучасні риси
Вільна від криги Берингія була величезною резервацією під час останнього Вюрмського льодовикового максимуму; тут вижили рослини, які змогли пристосуватись до незахищених від вітру умов субарктики., але довкілля  Берингії постійно змінювалось, з ним змінювалось які рослини і тварини могли вижити. Великий суходіл міг бути як бар'єром, так і мостом: під  час холодніших періодів льодовики просунулись, і кількість опадів зменшилася. Під час тепліших періодів, дощ і  сніг змінювали ґрунти  і стік. Скам'янілості вказують, що на той час смерека, береза і тополя росли північніше сьогоденної північної межі, а клімат тоді був теплішим і вологішим. Мастодонтам, яким було потрібно багато їжі, було б важко вижити в сухій тундрі. Навпаки, мамонт процвітав у Берингії, на що вказує ландшафт, котрий був вельми строкатим.

## Міграція людства і тварин
Берингійський суходіл важливий з декількох причин, не в останню чергу він дозволив людству заселити Америку 25 000 років тому.   Тварини також були спроможні мігрувати через Берингію. Ссавці, що виникли в Азії, мігрували в Північну Америку. Це хоботні і леви, які еволюціонували в ендемічні види в Америці, на сьогодення вимерлі. Коневі і верблюдові виникли в Північній Америці (і пізніше вимерли там), мігрували до Азії.